# Автомат стабилизации
Автомат стабилизации - совокупность систем бортовых приборов и устройств, предназначенных для получения и преобразования информации о положении ракета-носителя и отклонения исполнительных органов для создания управляющих воздействий, обеспечивающих устойчивость углового движения и минимальные отклонения центра масс ракета-носителя относительно заданной или рассчитываемой в процессе полета траектории.

## Конструкция
Автомат стабилизации включает чувствительные элементы (датчики), преобразующие устройства и рулевые машины.
Преобразующие устройства на основе информации, поступающей с датчиков, вырабатывают команды, подаваемые на рулевые машины для создания управляющих воздействий.

## Математическая модель
Для создания системы, обеспечивающей устойчивость программного движения ракеты-носителя , необходима математическая модель возмущенного движения, которая адекватно описывает динамические процессы с целью решения следующих задач:
- проведение структурного и параметрического синтеза алгоритмов стабилизации, обеспечивающих техническую устойчивость;
- проведение математического моделирования возмущенного движения для оценки влияния на точность стабилизации возмущающих факторов.

## Принцип действия
В упрощенном порядке при использовании программного управления движением, когда траектория выведения ракета-носителя задаётся программой изменения угла тангажа, автомат стабилизации  имеет только систему угловой стабилизации ракета-носителя. Задача данной системы состоит в поддержании направления вектора тяги возможно ближе к программному. Для получения информации угловом положении ракета-носителя обычно используются свободные гироскопы или гироскопические стабилизированные платформы. 
Аэродинамические и газодинамические возмущения, обусловленные тем, что линия действия вектора тяги маршевых двигателей не проходит точно через центр масс, могут привести к изменению сноса и скорости сноса ракета-носителя относительно программной траектории. Поэтому, кроме системы угловой стабилизации, и автомат  стабилизации обычно вводят ещё систему управления центра масс, обеспечивающую минимизацию отклонения центра масс в боковом и  нормальном по отношению к программной Траектории направлениях. 
Информация о значениях сноса и скорости сноса ракета-носителя поступает с  прибора боковом стабилизации и прибора нормальном стабилизации. Управление движением центра масс осуществляется путем отклонения вектора тяги от программного направления. Система угловой стабилизации и система управления движением центра масс противоречивы, параметры последней выбираются на основе компромисса между требованиями обеспечения угловой устойчивости и точности движения центра масс.
Стабилизация ракета-носителя существенно усложняется необходимостью учёта дополнительных степеней свободы, обусловленных колебаниями жидкого наполнения баков и упругостью конструкции ракета-носителя. 
Влияние этих факторов снижают использованием комплекса мероприятий конструктивного характера, направленных на изменение спектра частот собственных колебаний системы и увеличение демпфирования, а также проведением коррекции частотных характеристик автомата стабилизации и усложнением его структуры за счёт введения информации с датчиков, характеризующих перемещение отдельных  сечений корпуса ракета-носителя (датчики угловых скоростей, угловых и линейных ускорений деформаций и др.).

## Особенности использования
Отличительной особенностью  ракета-носителей большой грузоподъемности ((РКН) «Ангара А5»,  РН «Русь М», а также ряд носителей тяжелого класса повышенной грузоподъемности, предназначенных для выполнения полетов на Луну и Марс) , усложняющей решение проблем динамики и стабилизации, является то, что они, как правило, имеют пакетную компоновку, а это приводит к необходимости считаться с существенным влиянием ряда следующих факторов: значительная степень собственной статической неустойчивости; наличие на борту колеблющихся компонентов топлива; упругость конструкции; нежесткость подвески поворотных маршевых двигателей, используемых в качестве исполнительных органов; продольные колебания топлива в магистралях. 
Размерность динамической схемы, на основе которой разрабатывается системы управления, может доходить до 100 и даже превышать указанное значение.